# Лёрешон, Жан
Жан Лерешон (фр. Jean Leurechon, ок. 1591 — 17 января 1670) — французский священник-иезуит, математик и астроном.

## Биография
Родился в Бар-ле-Дюке, где его отец, носивший то же имя, был врачом герцога Лотарингского. Учился в иезуитском университете (коллегии) в Пон-а-Муссоне, где преподавал его отец. В 18 лет пожелал вступить о орден иезуитов, но отец воспротивился этому и вернул сына в Бар-ле-Дюк. Вскоре Лерешон вновь покинул город и поступил в коллегию иезуитов в Турне. Отец обвинил иезуитов в похищении сына, а мать в порыве гнева попыталась убить главу местных иезуитов. Благодаря усилиям отца, Лерешон был снова возвращен в Бар-ле-Дюк, и герцог приказал поместить его в монастырь минимов в Нанси. Это не изменило решимости молодого человека, и через месяц родители смирились с его выбором.
В 1614—1629 годах (с перерывами) преподавал математику в иезуитском университете Пон-а-Муссона, а в 1631 году стал ректором коллегии Жиля де Тревеса в Бар-ле-Дюке. Эта должность примирила его с родителями, которые завещали свое имущество иезуитам. В Бар-ле-Дюке он также был исповедником герцога Лотарингского Карла IV.
В 1649—1655 годах входил в состав Missio Castrensis («полевой миссии») иезуитов в Брюсселе, то есть был армейским капелланом.
Умер 17 января 1670 года в Пон-а-Муссоне.

## Научная деятельность
В 1619 году Лерешон опубликовал две работы о комете, которая была видна в ноябре и декабре 1618 года.
В 1622 году опубликовал небольшую книгу SelectæPropositiones in Tota Sparsim Mathematica Pulcherrimæ, фактически излагавшую программу обучения математике в иезуитских коллегиях.
Также Лерешону приписывается труд Récréations Mathématiques, опубликованный в 1624 году в Пон-а-Муссоне под именем Х. ван Эттена, студента местного университета. Об авторстве Лерешона первым заявил Ф. Алегамбре в «Bibliotheca scriptorum Societatis Jesu» (Антверпен, 1643) без пояснений и доказательств. Большинство источников поддерживают эту версию, хотя некоторые учёные оспаривают её, считая автором реального ван Эттена или выпустившего книга типографа, гравёра и математика Jean Appier Hanzelet.
Книга была очень популярна, выдержала множество переизданий (в 1633 году была выпущена в английском переводе), оказала значительное влияние на развитие самого жанра «развлекательной математики» и на отдельных математиков, таких Декарт, Мерсенн и Лейбниц. В частности, в ней был сформулирован принцип Дирихле.